# Campsicnemus simplicissimus
Campsicnemus simplicissimus är en tvåvingeart som beskrevs av Gabriel Strobl 1906. Campsicnemus simplicissimus ingår i släktet Campsicnemus och familjen styltflugor. Inga underarter finns listade i Catalogue of Life.